# Comunardo Niccolai
Comunardo Niccolai (Uzzano, Provincia de Pistoya, Italia, 15 de diciembre de 1946- Pistoya, Italia, 2 de julio de 2024) fue un futbolista y director técnico italiano. Se desempeñaba en la posición de defensa.

## Biografía
Su padre, Lorenzo Niccolai, ex portero del Livorno, era un acérrimo antifascista y le llamó "Comunard" en honor a la comuna de París.
Murió en el hospital de Pistoia el 2 de julio de 2024 a la edad de 77 años. 

## Carrera

### Jugador
Jugó como tapó. Comenzó a patear su primer balón en Toscana, en el equipo juvenil de Montecatini, donde en 1962 ganó el título regional juvenil llamado Coppa Menti. Fue dirigido en el banquillo por uno de los entrenadores más famosos de la provincia de Pistoia de la posguerra , Silvano Innocenti, conocido como "Pozzo". Junto a este último, Niccolai se trasladó a Cerdeña gracias a un acuerdo entre algunos clubes isleños (Sorso y Torres) y Montecatini.
Tras debutar profesionalmente en 1963 en la Serie C, jugando una temporada en Torres, al año siguiente Niccolai pasó al recién ascendido Cagliari de la Serie A, con el que fue campeón de Italia en la temporada 1969-1970 y en el que jugó durante doce temporadas hasta 1976. En el imaginario colectivo su nombre está ligado a los goles en propia puerta que anotó con los rossoblù sardos. Todavía se le recuerda como el mayor goleador italiano en propia meta (aunque Riccardo Ferri del Inter y Franco Baresi del Milán lo superaron numéricamente en este inusual récord, alcanzando ambos 8 goles en propia meta en el campeonato de la Serie A).
Uno de los goles en propia meta más famosos fue el marcado el 15 de marzo de 1970 en Turín, donde se jugaba un partido muy delicado de alto nivel entre la Juventus y los isleños: el marcador seguía estancado en 0-0, en un terreno de juego problemático bajo la lluvia, al intentar despejar un centro de Giuseppe Furino, Niccolai se anticipó con la cabeza al portero Enrico Albertosi y metió el balón en su propia portería; Sin embargo, afortunadamente para él, Gigi Riva logró empatar y el partido terminó 2-2.
El episodio más famoso y singular, sin embargo, no fue un gol en propia puerta, sino un intento de gol en propia puerta, que falló pero desembocó en penalti en contra, ocurrido el 13 de febrero de 1972, hacia el final del partido Catanzaro -Cagliari (jornada 18 del campeonato de fútbol 1971 - 1972 ). En el minuto 90 Cagliari ganaba 2-1 en Catanzaro y el equipo local intentaba, en un estadio ya en ruinas, el último asalto para intentar empatar en el área de Cagliari. En la acción, el líbero de Cagliari, Giuseppe Tomasini, logró quitarle el balón al lateral derecho de Catanzaro, Alberto Spelta, que acabó en el suelo en el área, mientras el balón alcanzaba a Niccolai, que estaba fuera del área; El árbitro Concetto Lo Bello, al no haber detectado ninguna irregularidad, no interrumpió el juego pero en ese momento se escuchó un silbido desde la grada.
Niccolai, en la confusión del estadio, pensó que el silbato venía del árbitro y sancionó con penalti la acción que acababa de ocurrir; luego, molesto, reaccionó lanzando un fuerte disparo al espejo de su portería, un disparo que habría entrado en la red si el defensa del Cagliari Mario Brugnera, que estaba en la línea de gol, no lo hubiera desviado con las manos lanzándose a su izquierda. El penalti, esta vez real e inevitable, ejecutado con éxito por el propio Spelta permitió a Catanzaro empatar el partido 2-2 en el minuto 90. 
Con el Cagliaritani Niccolai también tuvo experiencia en el campeonato estadounidense organizado en 1967 por la United Soccer Association y reconocido por la FIFA, en el que los sardos jugaron como los Chicago Mustangs, obteniendo el tercer puesto de la División Oeste. Después de una última temporada en la máxima categoría con el Perugia, Niccolai finalizó su carrera vistiendo la camiseta de Prato, en el C, en la temporada 1977-1978. En la Serie A disputó 225 partidos y marcó 4 goles. También cuenta con 3 apariciones en la selección Nacional B además de las de la selección Nacional A.

### Selección nacional
También jugó en la selección nacional, interviniendo en el Mundial de 1970 realizado en México. Para él 3 apariciones, una de las cuales fue en el primer partido del Mundial de México, en el que fue titular; por una lesión de juego fue sustituido a los 37' del primer tiempo por Roberto Rosato. Es conocida una frase que su entrenador en Cagliari, Manlio Scopigno, dijo sobre él al comentar su presencia en un Mundial: "Habría esperado cualquier cosa de la vida, pero no ver a Niccolai en la televisión mundial".
Sin embargo, sobre la famosa declaración de Scopigno, el periodista deportivo Giampaolo Murgia testifica:
« En realidad, Scopigno no pronunció la famosa frase. Estuve con él frente al televisor en la sede de la empresa en via Tola. Antes del saque inicial se vio a los azzurri alineados uno tras otro. Cuando llegó el turno de Niccolai, Scopigno, que estaba sentado, se levantó y apagó un momento la televisión, murmurando: "¡¿Pero es posible?!". Una broma para ocultar emoción y... orgullo. Niccolai era el cachorro de la empresa, su alumno. Manlio había estudiado Historia, no Filosofía. En cuanto a la fama de "rey del gol en propia meta", logró relativamente pocas: será octavo o... décimo en una clasificación nacional. Se ha creado un mito que la Toscana alimenta ("¡Así me recuerdan todos! Muchos han ganado el Scudetto..."). Una leyenda porque marcó algunos goles en propia meta en partidos memorables. Por ejemplo, en el partido del Scudetto de Turín contra la Juventus. El de Catanzaro fue el número 300 de Lo Bello en la Serie A, con un parterre de grandes nombres del periodismo. » Debutó el 10 de mayo de 1970, en un encuentro amistoso ante la selección de Portugal que finalizó con marcador de 2-1 a favor de los italianos.

### Participaciones en Copas del Mundo
| Mundial                        | Sede   | Resultado  |
| ------------------------------ | ------ | ---------- |
| Copa Mundial de Fútbol de 1970 | México | Subcampeón |

## Clubes

### Como futbolista
| Club             | País           | Año           |
| ---------------- | -------------- | ------------- |
| Torres Calcio    | Italia         | 1963 - 1964   |
| Cagliari Calcio  | Italia         | 1964 - 1976   |
| Chicago Mustangs | Estados Unidos | 1967 (cedido) |
| Perugia Calcio   | Italia         | 1976 - 1977   |
| A.C. Prato       | Italia         | 1977 - 1978   |

### Como entrenador
| Equipo                       | País   | Año       |
| ---------------------------- | ------ | --------- |
| Savoia 1908                  | Italia | 1980-1981 |
| Italia sub-16                | Italia | 1983-1985 |
| Italia sub-16                | Italia | 1985-1989 |
| Italia sub-18                | Italia | 1987-1988 |
| Selección femenina de Italia | Italia | 1993-1994 |

## Palmarés

### Campeonatos nacionales
| Título  | Club            | País   | Año     |
| ------- | --------------- | ------ | ------- |
| Serie A | Cagliari Calcio | Italia | 1969-70 |